# رادنی اتکینز
رادنی اتکینز (انگلیسی: Rodney Atkins؛ زادهٔ ۲۸ مارس ۱۹۶۹) یک موسیقی‌دان اهل ایالات متحده آمریکا است.

## منابع

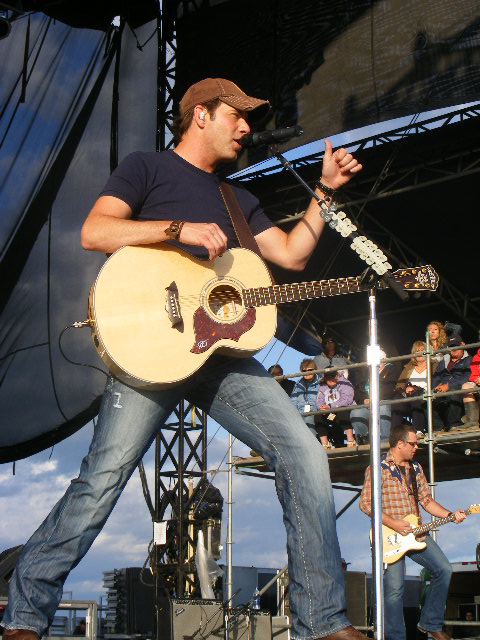
رادنی اتکینز (2009)